# Elmo-sha

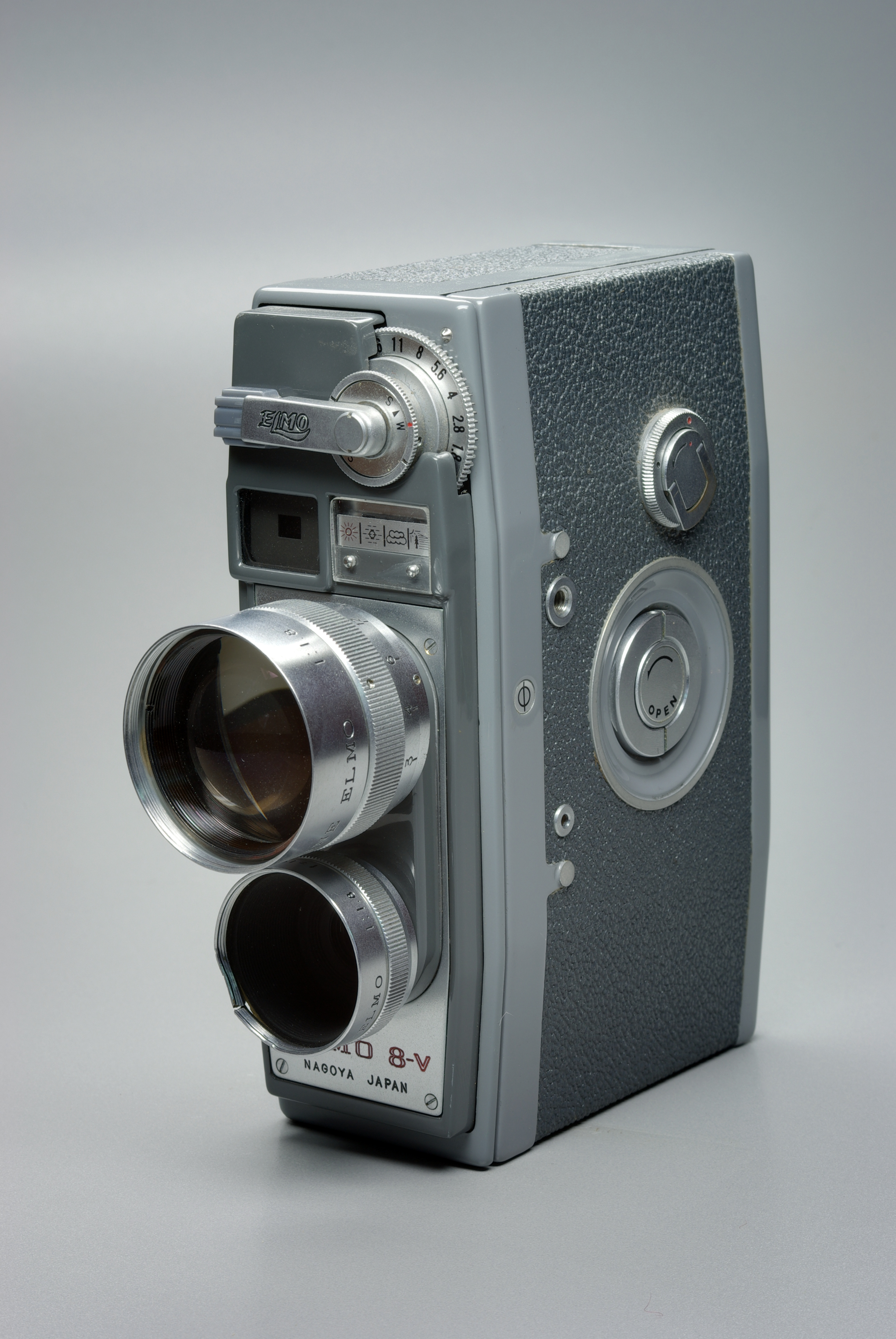
8mm-Schmalfilmkamera Elmo 8-V (um 1960)

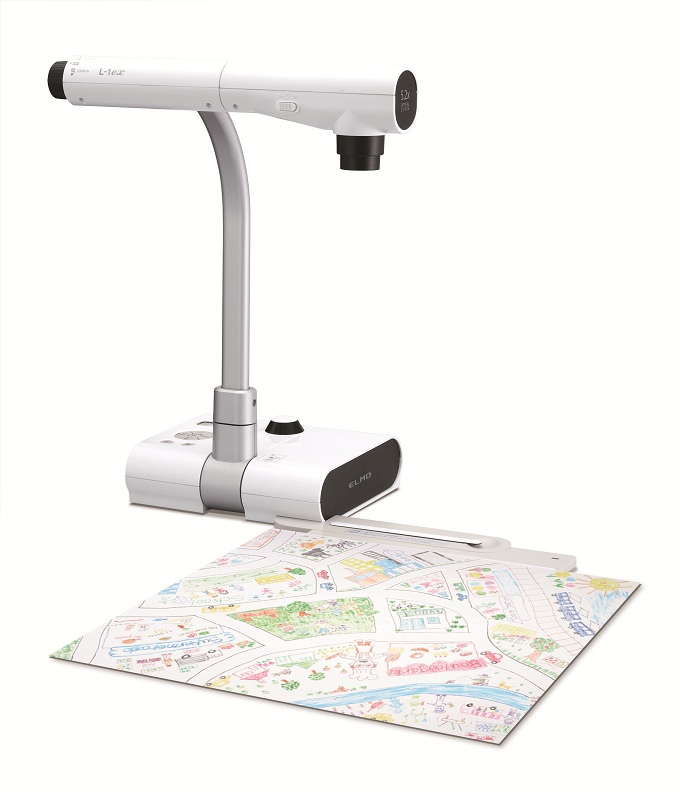
Elmo Dokumentenkamera

Die K.K. Elmo-sha (jap. 株式会社エルモ社, Kabushiki kaisha Erumo-sha, engl. ELMO Company, Limited) mit Hauptsitz im japanischen Nagoya entwickelt, produziert und vertreibt Präsentationstechnik sowie Überwachungssysteme und Sportkameras.
Von 2007 bis zum 29. März 2010 war Elmo an der japanischen Wertpapierbörse Jasdaq Shōken Torihikijo gelistet (Kennzahl 7773).

## Geschichte
Den Grundstein für das heutige Unternehmen legte Hidenobu Sakaki am 10. April 1921 mit der Gründung seiner gleichnamigen Firma Sakaki Shōkai (榊商會, „Handelshaus Sakaki“). Die Umbenennung in die GmbH G.K. Elmo-sha erfolgte 1933, bevor das Unternehmen 1949 als K.K. Elmo-sha die Rechtsform in eine Aktiengesellschaft änderte. Das Kürzel ELMO steht für „Electricity Light Machine Organization“.
1927 fertigte Sakaki Shōkai den ersten, jemals in Japan produzierten 16mm Filmprojektor „Typ A“. Am 23. Juli 2013 erhielt der Projektor von der Japan Society of Mechanical Engineers die Auszeichnung als nationales Kulturerbe.
Auf den 16mm folgte 1954 der erste 8mm-Filmprojektor (Modell Hayabusa). Zu den bekanntesten Super-8-Filmprojektoren gehören die Serien ST und GS, einschließlich GS-800, GS-1200 und ST-1200HD. Als die Super-8-Ära langsam zu Ende ging, stellte ELMO die Produktion seiner Projektoren mit den letzten Modellen GS-1200 P Xenon und P Com 1983 ein. Ebenso wie die Fertigung der 1938 erschienenen Spiegelreflexkamera „ELMO Flex“ Mitte der 1950er Jahre. Stattdessen kamen 1969 Overhead-Projektoren neu ins Sortiment hinzu. 1984 begann die Firma mit der Herstellung schwarzweißer CCD-Kameras, bevor drei Jahre darauf die erste CCD-Farb-TV-Kamera EM-101 (Micro-Kamera) erschien.
Die Produktion von Dokumentenkameras nahm ELMO 1988 auf und spezialisierte sich in den späten 1990er Jahren schließlich ganz auf Präsentationsgeräte für Lehre und Unterricht. Daneben wurden auch die Bereiche Überwachungssysteme und Sportkameras weiterentwickelt. Zuletzt erschienen die beiden Serien „BOXi“, die mobile Projektoren umfasst, und „QBIC“ – eine Serie von tragbaren Sport- und Outdoorkameras.

## Produkte
Elmo bedient die Sparten Dokumentenkameras, Wearables, Überwachungskameras und Bildwiedergabegeräte.
Das Produktportfolio umfasst:
- Dokumentenkameras/Visualiser
- Projektoren/Beamer (BOXi)
- Unterrichtslösungen (Wireless Tablet/Student Response System)
- Überwachungskameras (Schwenk-/Neige-, Zoom-, Dome, CCD-, Netzwerk- und Mikrokameras) und Überwachungssysteme
- Wearables/Sportkameras (QBIC)
- Audiovisuelle Steuersysteme

## ELMO International
Mit Eröffnung der ersten Auslandsgesellschaften in Kanada und Deutschland (1970) sowie in den USA (1973) ist ELMO seit den 1970er Jahren auch international vertreten. 2006 folgt eine zweite US-Niederlassung in Kalifornien, 2007 wird zur Erweiterung der Fertigungskapazitäten die ELMO Industry Co. Ltd. in Thailand gegründet, 2008 folgen Übersee-Geschäftsstellen in London und Taipeh. 
2012 eröffnen die Elmo Solution Sales Co. Ltd. und die Tochter Moxa Weg Reibung Technology Co. Ltd. in Peking.
Die europäische Zentrale der ELMO COMPANY LTD. – die ELMO Europe SAS – hat ihren Hauptsitz in Paris. Die 2010 eröffnete Tochtergesellschaft, die in Düsseldorf auch eine deutsche Niederlassung unterhält, wird von Shinji Asano geleitet.
2009 erwirbt ELMO die Chinontec Industries INC. 2010 erfolgt die Einrichtung der ELMO-Tochter ITEC. Im gleichen Jahr gründet ELMO sein Tochterunternehmen SUWA Optronics Co. Ltd., an das im Rahmen eines Splits 2011 die Objektiv-Fertigung übertragen wird.

### Konsolidierte Tochterunternehmen
- ELMO Solution Sales Co., Ltd.
- SUWA Optronics Co., Ltd.

### Verbundene Unternehmen
- SUWA Optronics Co., Ltd.
- Sanyo OA group
- ELMO USA Corp.
- ELMO Industry (Thailand) Co., Ltd.
- ELMO Europe SAS (France)

## Awards & Auszeichnungen
- 1954: 51-Zoll-Diaprojektor (1951) wird 1954 als JIS-Standardwerk lizenziert
- 2005: „Product Achievement Award“ in der Kategorie CCTV für „PTC-400C“ in der ISC-West
- 2006: Good Design Award für Dokumentenkamera TT-01[6]
- 2006: BEST OF GEAR Award des National Geographic für Micro-Videokamera-System SUV-Cam
- 2007: „SecuTech Award“ für „SUV-Cam“ (Secu Tech Expo 2007)
- 2007: Good Design Award für Dokumentenkamera HV-110u und P100 Dokumentenkamera[7][8]
- 2008: Good Design Award für Micro-Videokamera-System SUV-Cam[9]

## Mitgliedschaften
ELMO Co., Ltd. ist Mitglied des Japan Komitee „Vaccines for the World's Children“ (JCV) und eines der 17 Gründungsmitglieder der „Optical and Precision Instruments Manufacturers Association“.